# 4976 Choukyongchol
A 4976 Choukyongchol (ideiglenes jelöléssel 1991 PM) a Naprendszer kisbolygóövében található aszteroida. Vatanabe Kazuró fedezte fel 1991. augusztus 9-én.